# Premiér Belgie
Premiér Belgie (nizozemsky: Eerste ministr van België; francouzsky: Premier ministere de Belgique, německy: Premierminister von Belgien) je hlavou federální vlády Belgie a nejmocnější osobou v belgické politice. Až do roku 1918 předsedal Radě ministrů často sám belgický král, ale po první světové válce se premiér stal mnohem nezávislejší a silnější figurou. Politický význam koruny navíc postupem času klesal, zatímco pozice premiéra naopak postupně nabývala na významu. Titul premiéra byl v oficiálních dokumentech poprvé použit v roce 1918. Teprve v roce 1970 však byl titul začleněn do belgické ústavy. Od té doby je premiér i formálně hlavním držitelem výkonné moci – v limitech daných federalizací Belgie.

## Pravomoci
Kromě koordinace vládní politiky je předseda vlády odpovědný za řádné plnění koaliční smlouvy. Předsedá jednání Rady ministrů a řeší kompetenční konflikty mezi ministry. Zastupuje vládní koalici na veřejnosti, a to doma i v zahraničí. Udržuje kontakt s králem a předkládá v parlamentu programové prohlášení vlády. Může také požádat parlament o vyslovení důvěry, což může vést až k demisi vlády. Pokud neodstoupí premiér kvůli osobní věci, podává demisi celá vláda i s premiérem. Předseda vlády také zastupuje Belgii v různých mezinárodních organizacích spolu s ministrem zahraničních věcí. Po federalizační státní reformě získal premiér řadu dalších úkolů, jako je koordinace vztahů mezi různými regiony a komunitami země. Předsedá poradnímu výboru, který se skládá z vládních zástupců všech federálních subjektů. I když to není zákonně vyžadováno, očekává se, že předseda vlády bude plynně mluvit francouzsky i nizozemsky.

## Jmenování
Den po federálních volbách nabízí úřadující premiér králi demisi své vlády. Poté král požádá odstupující vládu, aby pokračovala jako úřednická vláda, dokud nebude vytvořena vláda nová. Král se pak radí s řadou významných politiků, aby zjistil různé možnosti sestavení vlády. Obvykle se radí s předsedy Poslanecké sněmovny a Senátu a nejvýznamnějších politických stran. Po konzultacích král jmenuje informátora, který má na starosti shromažďování informací od různých politických stran o jejich požadavcích na sestavení nové vlády. Po těchto konzultacích informátor podává zprávu králi, aby král mohl najít vhodného tvůrce vlády. Tvůrce vlády nemusí být jejím premiérem, ale obvykle tomu tak bývá.
Obvykle trvá několik měsíců, než je tvůrce vlády připraven přijmout formální královské pozvání k sestavení vlády. Podle ústavy jsou akty krále platné pouze s kontrasignací premiéra. Z tohoto důvodu odcházející předseda vlády kontrasignuje jmenovací akt nového předsedy vlády a nový předseda vlády kontrasignuje akt demise premiéra v demisi. Král poté jmenuje ostatní ministry a státní tajemníky federální vlády a jejich jmenovací listiny podepisuje premiér.

## Sídlo
Kancelář předsedy vlády se nachází na 16 Rue de la Loi (Wetstraat) v centru Bruselu. Zde také sídlí celý federální kabinet a kancléřství. Funguje jako nervové centrum belgické politiky. Budova byla původně postavena jako tzv. "útočiště" opatstvím Saint Gertrude v Lovani. Navrhl jej belgicko-rakouský architekt Louis Joseph Montoyer. Tehdy byla Belgie ještě součástí Spojeného království Nizozemska (1815–1830), jehož vláda plánovala, že budova bude sloužit jako místo pro ministerstvo zahraničních věcí. V roce 1830 ji koupil kníže Eugène z Ligne a roku 1944 se budova stala majetkem státu. Poté se stala sídlem vlády.